# Matthias Herget
Matthias Herget (Annaberg-Buchholz, 14 novembre 1955) è un ex calciatore tedesco.

## Carriera

### Club
Libero, giocò in Bundesliga 239 partite, andando a segno 26 volte, con le maglie di Bochum e Bayer Uerdingen, squadra con cui vinse la Coppa di Germania nel 1985. Terminò la carriera nel 1990 in Zweite Bundesliga con lo Schalke 04.

### Nazionale
Partecipò con la Germania Ovest al campionato del mondo 1986 e al campionato d'Europa 1988 segnando in tutto 4 reti in 39 presenze, una delle quali all'Italia in una amichevole del 1986.

## Palmarès

### Club

#### Competizioni nazionali
- Coppa di Germania: 1

Bayer Uerdingen: 1984-1985

#### Competizioni internazionali
- Coppa Piano Karl Rappan: 2

Bochum: 1978
Bayer Uerdingen: 1988